# 클로타리우스 2세
클로타르 2세(Chlothar II, Chlotar II, Clotaire II, Clothaire II, 584년 - 629년)는 프랑크 왕국의 군주로, 메로빙거 왕조 출신이다. 네우스트리아의 왕이었다가 613년 프랑크 왕국을 재통일했다. 칼페리쿠스 1세의 서자로 프레데군다 소생이었다.
아우스트라시아의 지게베르트 2세 등이 보낸 자객으로부터 암살위협에 시달렸으나 배다른 숙부인 군트람의 보호로 무사할 수 있었다. 613년 브룬힐트의 섭정통치를 못마땅히 여긴 피핀 1세, 아르눌프 등 아우스트라시아의 유력 귀족과 내통, 브룬힐트를 처형하고 프랑크 왕국을 재통일했다.
623년 장남인 다고베르트 1세를 후계자 겸 공동국왕으로 선언하여 후계지위를 굳혔다.

## 가계
- 힐페리히 1세
- 프레데군다
- 다고베르트 1세

## 같이 보기
- 다고베르트 1세
- 클로타르 1세
- 힐페리히 1세
- 하리베르트 2세